# Chrysograpta igneola
Chrysograpta igneola är en fjärilsart som beskrevs av Swinhoe 1890. Chrysograpta igneola ingår i släktet Chrysograpta och familjen nattflyn. Inga underarter finns listade i Catalogue of Life.